# Dirk Losert

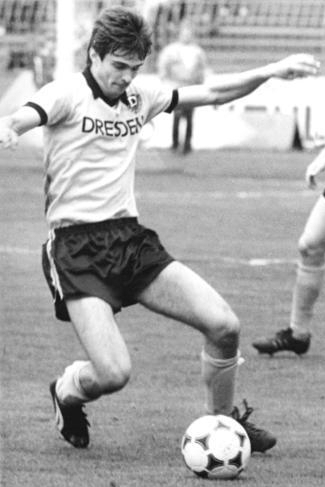
Dirk Losert (1986)

Dirk Losert (* 27. Mai 1964) ist ein ehemaliger deutscher Fußballspieler. In der höchsten Spielklasse des DDR-Fußballs, der Oberliga, spielte er für Dynamo Dresden und den 1. FC Magdeburg. Er ist 13-facher DDR-Juniorennationalspieler der DDR. Seit 2000 arbeitet Losert als Fußballtrainer.

## Sportliche Laufbahn

### Gemeinschafts-, Club- und Vereinsstationen

#### Beginn in Dresden
Losert ist Diplom-Sportlehrer und stammt aus einer traditionsreichen Fußballer-Familie. Sein Vater Gerd Losert hatte 127 DDR-Oberligaspiele für den SC Einheit Dresden absolviert, und bereits sein Großvater hatte in Brandenburg Fußball gespielt. Unter seinem Vater als Trainer begann Dirk Losert bei der BSG Motor Trachenberge. Nachdem er bereits in den Nachwuchs-Kreis- und Bezirksauswahlen eingesetzt worden war, übernahm Dynamo Dresden 1977 den talentierten Stürmer. 1982 gewann er mit den Schwarzgelben den DDR-Juniorenmeistertitel.
Noch im Juniorenalter kam er zum ersten Mal in der 1. Männermannschaft von Dynamo zum Einsatz. Am 17. April 1982 wurde er am 21. Spieltag in der Begegnung 1. FC Magdeburg gegen Dynamo Dresden (4:0) als Linksaußenstürmer aufgeboten. Bis zum Ende der Saison kam er noch in drei weiteren Oberligaspielen zum Einsatz, im Gegensatz zu seinem ersten Auftritt jedoch nur als Wechselspieler. Für die Saison 1982/83 wurde Losert, noch Schüler, offiziell für das Oberligaaufgebot der Dresdner für den Angriffsbereich nominiert. Doch auch in dieser Spielzeit kam der 1,82 Meter große Stürmer nur zu vier Erstligaeinsätzen. Ursache war ein komplizierter Beinbruch, den Losert am 15. September 1982 im Europapokalspiel gegen B93 Kopenhagen erlitt. Als Folge kam er auch 1983/84 überhaupt nicht in der 1. Mannschaft zu Zuge. Erst in der Spielzeit 1984/85, inzwischen Student bei der Leipziger Sporthochschule DHfK, absolvierte Losert wieder 12 Spiele in der Oberliga. Für die nachfolgende Saison wurde er als Mittelfeldspieler nominiert und kam in 10 Erstligaspielen zum Einsatz. Am Ende der Spielzeit hatte Losert für Dynamo Dresden 30 Oberligapunktspiele bestritten, aber nur drei Tore erzielt. Außerdem wurde er in fünf Europapokalspielen eingesetzt, die sich auf drei unterschiedliche Teilnahmen der Dresdner am Europapokal der Pokalsieger verteilten.

#### 1. FC Magdeburg
Im Sommer 1986 plante Losert einen Wechsel zum Oberligaaufsteiger Fortschritt Bischofswerda, bekam aber vom DDR-Fußballverband keine Freigabe, da dieser bereits eine Tauschaktion mit Dynamo Dresden, Losert gegen Frank Lieberam vom 1. FC Magdeburg, beschlossen hatte. So kam Losert zu Beginn der Spielzeit 1986/87 zum 1. FC Magdeburg, der ihn wieder als Stürmer nominierte. 17 Oberligaspiele absolvierte er in seiner ersten Saison in Magdeburg, meist als Linksaußenstürmer, oft aber nur wieder als Wechselspieler. Erst in der Saison 1987/88 hatte er sich mit 20 Punktspieleinsätzen einen Stammplatz erobert. Trotz dieser positiven Bilanz verließ Losert den 1. FC Magdeburg nach zwei Jahren wieder, für den er neben den 37 Oberligapunktspielen (1 Tor) noch drei nationale Pokalspiele bestritten hatte. Er hatte nun doch die Freigabe zum Wechsel zur BSG Fortschritt Bischofswerda erhalten, die inzwischen aber wieder in die zweitklassige DDR-Liga abgestiegen war. Dort kam er allerdings nicht zum Einsatz und wurde auch nach dem erneuten Aufstieg in die Oberliga nicht für die 1. Mannschaft nominiert.

#### Ausklang der Laufbahn
Als 1990 der Dresdner SC neu gegründet wurde, holte der Verein Dirk Losert, der für die Saison 1990/91 als Kapitän der Fußballmannschaft gewählt wurde. Mit dem DSC stieg Losert binnen zweier Jahre von der Bezirksliga in die damals drittklassige NOFV-Oberliga auf. Als der DSC 1998 den Aufstieg in die Regionalliga schaffte, wechselte Losert zum Bischofswerdaer FV, für den er in der Saison 1998/99 18 Spiele ohne Torerfolg bestritt. In der Spielzeit 1999/00 agierte er ebenfalls torlos in 25 Punktspielen für den FV Dresden-Nord, der wie die Bischofswerdaer ebenfalls in der Oberliga Nordost spielte.

### Auswahleinsätze
Auch die Verantwortlichen für die DDR-Junioren-Nationalmannschaft waren auf Losert aufmerksam geworden, zwischen 1980 und 1982 bestritt er 13 Länderspiele mit den DDR-Junioren. 

## Trainerlaufbahn
Im Jahr 2000 beendete Losert 36-jährig seine Laufbahn als aktiver Fußballspieler, kehrte zum Dresdner SC zurück und wurde dort unter Hans-Jürgen Kreische Assistenztrainer. Im Jahr 2007 wurde Losert Trainer der neu gegründeten vierten Mannschaft von Dynamo Dresden. Das Engagement musste er aus gesundheitlichen Gründen beenden. Einige Jahre später, im Februar 2017, übernahm Losert das Team von Post SV Dresden in der Stadtoberliga.